# Manifiesto Scratchware
El Manifiesto Scratchware es un comunicado escrito por varios desarrolladores de videojuegos en el verano del año 2000. Fue escrito inspirándose en el Manifiesto Cyberpunk.
Su intención es la de llamar la atención de las empresas e individuos que, según ellos, están dañando la industria de los videojuegos por medio de cuestionables modelos de negocio y políticas de desarrollo.
El Scratchware intenta introducir una nueva generación de desarrolladores de videojuegos en la industria; crear piezas gloriosas para el entretenimiento y fomentar un modelo de desarrollo que se ha desvirtuado bastante a través de los años.
El Manifiesto Scratchware es un documento de dominio público, y puede ser usado por cualquier persona interesada en difundir la palabra.